# Ligne d'Aigrefeuille - Le Thou à Rochefort
La ligne d'Aigrefeuille - Le Thou à Rochefort est une courte ligne de chemin de fer régionale française à écartement standard du département de la Charente-Maritime, en région Nouvelle-Aquitaine, aujourd'hui fermée et déposée.
Antenne de la ligne Paris - La Rochelle dont elle est ouverte en même temps, elle constitue la ligne 540 000 du réseau ferré national.

## Histoire
La ligne est mise en service le 7 septembre 1857 par la Compagnie du chemin de fer de Paris à Orléans (PO), en même temps que le tronçon entre Niort et La Rochelle dont elle est raccordée.
Aujourd'hui, le tracé de sa plate-forme est entièrement repris par la route départementale n°5.